# Anna Michelotti
Anna Michelotti, in religione madre Giovanna Francesca della Visitazione (Annecy, 29 agosto 1843 – Torino, 1º febbraio 1888), è stata una religiosa italiana, fondatrice della congregazione delle Piccole Serve del Sacro Cuore di Gesù per gli Ammalati Poveri, beatificata da papa Paolo VI.

## Biografia
Nata nell'Alta Savoia, dopo la morte del padre, che aveva ridotto in povertà la famiglia, si trasferì da uno zio prete ad Almese: il sacerdote, intuendone la vocazione religiosa, la inviò a Torino consigliandole di entrare in un ordine monastico. La Michelotti si rivolse al monastero delle visitandine presso il santuario della Consolata, ma non possedendo una dote non venne ammessa.
Fu educata dalle Suore di San Carlo di Lione e nel 1862 entrò tra loro come novizia, ma sentendosi maggiormente chiamata all'assistenza agli ammalati che all'insegnamento abbandonò la congregazione. Assieme a una compagna, nel 1869 iniziò a visitare gli ammalati poveri di Lione a domicilio, ma allo scoppio della guerra franco-prussiana dovette interrompere tale attività.
Nel 1871 si stabilì a Moncalieri e ogni giorno si recava a Torino per far visita ai poveri malati. Si stabilì a Torino nel 1874 e ottenne dall'arcivescovo il permesso di iniziare una congregazione femminile per continuare il suo apostolato.
Nell'agosto  del 1875 l'arcivescovo di Torino Lorenzo Gastaldi approva la nascente congregazione delle Piccole Serve del Sacro Cuore di Gesù per gli ammalati poveri, e il 2 ottobre dello stesso anno, Anna, con il nome di suor Giovanna Francesca della Visitazione - in onore della  santa fondatrice dell'ordine della Visitazione -  emette, assieme alle sue compagne, la professione religiosa, aggiungendo il quarto voto di servire gli infermi poveri gratuitamente. 

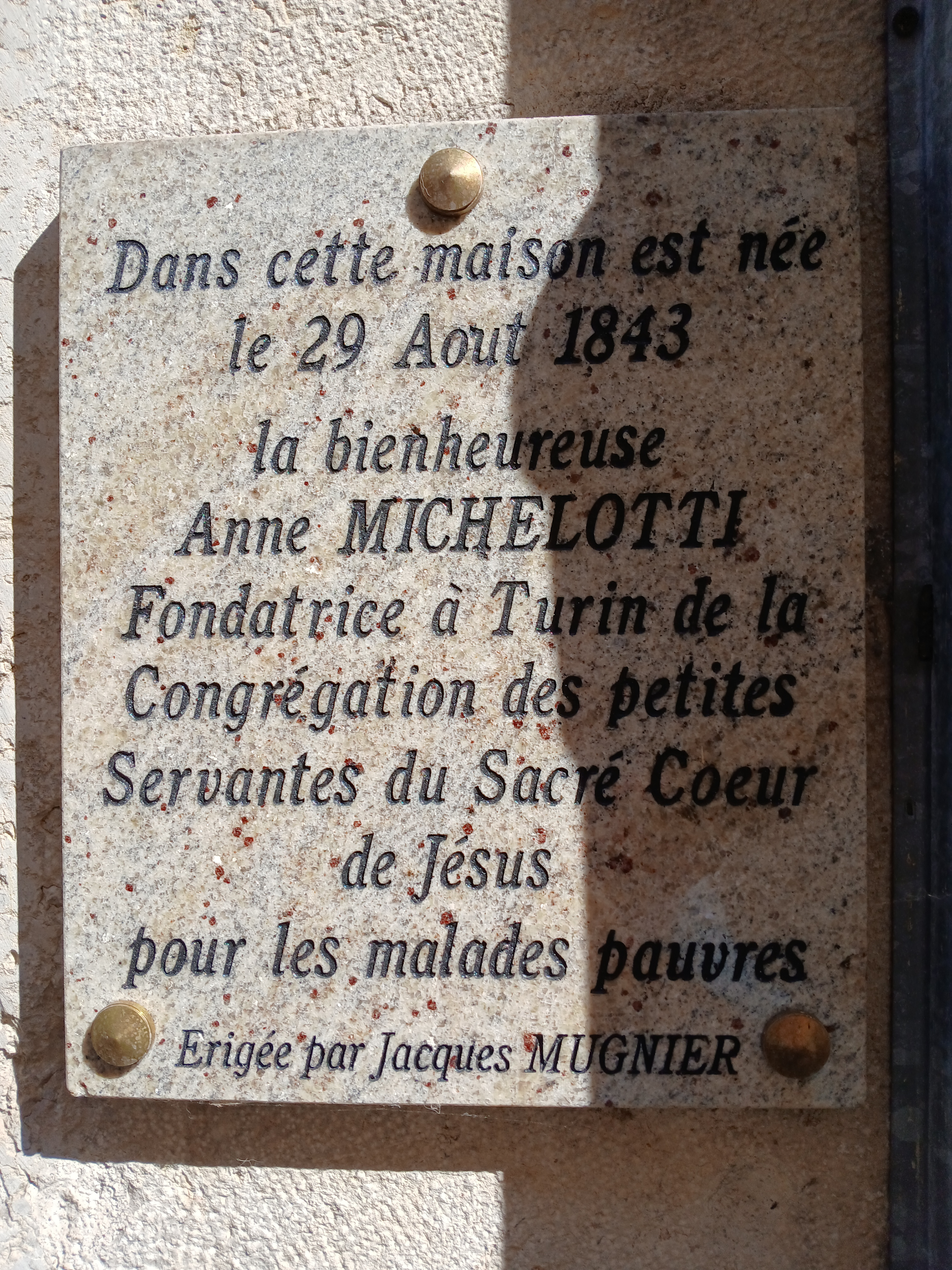
Lapide commemorativa

Dal 14 al 23 giugno 1878 si ritira nel convento della Visitazione in Via delle Orfane, 15 a Torino, per scrivere le prime regole del suo ordine. Il convento - che al suo interno custodisce la chiesa barocca di Santa Chiara - sarà un giorno di proprietà della congregazione da lei fondata.
Ridotta negli ultimi suoi anni a letto per un asma bronchiale cronica, venne costretta ad abbandonare il governo della sua congregazione. Morì il giorno dopo la scomparsa di Giovanni Bosco e fu sepolta con il cingolo francescano annodato in vita.
Una lapide commemorativa indica la sua casa natale nel centro storico di Annecy.

## Il culto
La causa di canonizzazione fu introdotta il 6 dicembre 1942. Il 15 dicembre 1966 papa Paolo VI ne ha decretato le "virtù eroiche" riconoscendole il titolo di venerabile.
Lo stesso pontefice l'ha proclamata beata il 1º novembre 1975, nel corso dell'Anno Santo che si stava celebrando.